# Peter Cook
Peter Edward Cook (17 de novembre de 1937 – 9 de gener de 1995) va ser un actor, humorista i guionista de nacionalitat britànica. Figura influent de la comèdia britànica, és vist com el cap visible del moviment de sàtira britànica de la dècada de 1960. A Cook, se l'associa amb la comèdia anticonvencional que va sorgir a Gran Bretanya i als Estats Units a la fi de la dècada de 1950.

## Biografia
Nascut a Torquay, Anglaterra, Cook era el gran dels tres fills d'Alexander Edward (Alec) Cook (1906–1984) i Ethel Catherine Margaret May (1908–1994). Va estudiar en el Radley College i el Pembroke College (Cambridge), on va estudiar francès i alemany. Cook volia fer la carrera diplomàtica, però Gran Bretanya "s'havia quedat sense colònies", com ell afirmava. Encara que era bastant apàtic des del punt de vista polític, Cook es va fer membre del Club Liberal de la Universitat de Cambridge. Va ser a Pembroke on va començar a interpretar i escriure números còmics com a membre del Club Footlights de Cambridge, del qual va ser president el 1960. El seu heroi llavors era l'escriptor i company en el Footlights David Nobbs.
Estant a la universitat, Cook va escriure per a Kenneth Williams, per al qual va crear la revista representada en el West End londinenc, One Over the Eight. Posteriorment, Cook va anar destacant per mèrit propi, actuant en un xou teatral de caràcter satíric, Beyond the Fringe, en el qual estava acompanyat per Jonathan Miller, Alan Bennett i Dudley Moore. El xou va ser un èxit a Londres, després d'haver estat abans representat en el Festival d'Edimburg, i en què Cook encarnava el primer ministre Harold Macmillan. Aquesta era una de les primeres ocasions en què s'havia intentat representar en un teatre una sàtira política, i va escandalitzar el públic.

### Dècada de 1960
El 1961 va inaugurar el Club The Establishment a Londres, un local únicament per a socis, i en el qual va presentar comediants com el nord-americà Lenny Bruce. Cook hi va fer amistat i va donar suport a l'humorista i actor australià Barry Humphries, que va començar la seva carrera britànica en solitari en el club de Cook. En el soterrani del local va tocar, durant els primers anys seixanta, el trio de jazz de Dudley Moore.
El 1962, la BBC va aprovar la producció d'un episodi pilot per a una sèrie televisiva de números humorístics basada en les representacions del The Establishment, però no va ser acceptat immediatament, i Cook va viatjar a Nova York per actuar durant un any amb Beyond The Fringe en locals del circuit de Broadway. A la seva tornada, es va trobar que el programa pilot s'havia redissenyat com a That Was The Week That Was, i que havia suposat el salt a la fama de David Frost, la qual cosa va fer enfadar Cook.
Cook es va casar el 1963 amb Wendy Snowden, amb la qual va tenir dues filles, Lucy i Daisy. Es van divorciar el 1970.
Cook va contribuir a l'expansió de la comèdia televisiva treballant amb Eleanor Bron, John Bird, i John Fortune. El seu primer espai televisiu de caràcter regular va tenir lloc en el programa de Granada Television Braden Beat, amb Bernard Braden, xou en el qual encarnava el seu personatge més perdurable: l'esquerp i monòton E. L. Wisty, concebut per Cook per la Marionette Society del Radley College.
El seu duo còmic amb Dudley Moore el va portar a participar en Not Only... But Also. El programa va ser pensat per a la BBC per mostrar la música de Moore, però aquest va convidar Cook a escriure esquetxos i a actuar amb ell. Tenint molt poc suport, van crear una producció de tipus absurd que es va mantenir en antena durant tres temporades. Cook interpretava personatges com sir Arthur Streeb-Greebling, i amb Moore feien la parella de Pete i Dud, i en alguns números se satiritzava sobre altres produccions, com els xous de marionetes de Gerry Anderson. A principis de la dècada de 1970, i seguint una pràctica comuna en l'època, la BBC va esborrar la major part de les cintes de la sèrie, malgrat la postura contrària de Cook.
El 1968, Cook i Moore van passar breument a l'Associated TeleVision per treballar en quatre programes d'una hora de durada titulats Goodbye Again, basats en els personatges Pete i Dud. Ignoraven els suggeriments del director i del repartiment i, sense interès pel xou i amb problemes amb l'alcohol, Cook va acabar fent un guió confús, forçant que Moore improvisés. El programa no va tenir un gran èxit, i fou suspès a causa d'una vaga. Un dels membres del repartiment era John Cleese.
Cook i Moore també van actuar junts en el cinema, començant amb The Wrong Box el 1966. Bedazzled (1967), film vist avui dia com un clàssic, no va ser un èxit econòmic. Dirigit per Stanley Donen, la història és de Cook i Moore, i el guió de Cook, i tracta sobre el mite de Faust en clau d'humor. En la pel·lícula, treballaven Eleanor Bron, Barry Humphries i Raquel Welch.

### Dècada de 1970
El 1970, Cook es va fer càrrec d'un projecte iniciat per David Frost per a un film satíric sobre un enquestador polític que arriba a ser president del Regne Unit. La cinta, The Rise and Rise of Michael Rimmer, no va tenir èxit, encara que en el repartiment hi havia notables actors.
Cook es va convertir en un favorit dels programes d'entrevistes, però un programa presentat per ell mateix el 1971, Where Do I Sit?, va ser catalogat per la crítica com una decepció. Després de dos episodis, va ser reemplaçat per Michael Parkinson, que així iniciava la seva carrera com a presentador de programes d'entrevistes.
Entre altres activitats, Cook va donar suport financer a la revista Private Eye, particularment en judicis per difamació. Cook va invertir-hi els seus propis diners i va demanar a les seves amistats que hi invertissin. Durant un temps, la revista es va editar seguint les premisses de The Establishment Club.
El 1972, Cook va fer una gira per Austràlia amb la revista Behind the Fridge, abans de representar-la a Nova York el 1973 amb el títol de Good Evening. Amb freqüència, Cook tenia problemes interpretatius a causa de l'alcohol. Good Evening va guanyar un Premi Tony i un Grammy. Quan van finalitzar les representacions, Moore va decidir romandre als Estats Units, finalitzant així la seva associació amb Cook, i aquest tornà a Anglaterra i es casà el 1973 amb Judy Huxtable.
Més endavant, l'humor pujat de to de Pete i Dud va aparèixer en suport discogràfic amb el títol de "Derek and Clive". El primer enregistrament es va iniciar per alleujar l'avorriment de Cook durant la representació de Good Evening a Brodway, i utilitzava material dissenyat anys abans per als dos personatges, però considerat massa escandalós.
El 1978, Cook va actuar en la sèrie televisiva Revolver, i el 1979 va gravar segments humorístics per al grup Sparks en les cares B dels seus singles "Number One In Heaven" i "Tryouts For The Human Race".

### Actuacions per a Amnistia Internacional
Cook va actuar en les primeres tres gales presentades pels humoristes John Cleese i Martin Lewis a benefici d'Amnistia Internacional. Les gales van ser anomenades The Secret Policeman's Balls, encara que aquest títol no se'n va utilitzar fins a la tercera. Va participar en les tres nits del primer xou a l'abril de 1976, A Poke in the Eye (com a Sharp Stic), com a artista individual i com a membre del repartiment de Beyond The Fringe, que es va reunir per primera vegada des dels anys seixanta. També va participar en un número de Monty Python reemplaçant Eric Idle. Cook va formar part del repartiment de l'àlbum del xou i del film Pleasure At Her Majesty's. Al maig de 1977, va intervenir en la segona gala d'Amnistia, An Evening Without Sir Bernard Milers, que es va retitular The Mermaid Frolics per al disc i l'especial televisiu, i en el qual va actuar al costat de Terry Jones.
Al juny de 1979, Cook va actuar les quatre nits de l'esdeveniment The Secret Policeman's Ball en equip amb John Cleese. Cook va fer un parell de números en solitari i un esquetx amb Eleanor Bron. També va liderar el número final, "End Of The World".
Encara que incapaç de prendre part de la gala de 1981, Cook va narrar la seqüència d'inici del film de 1982 basat en el xou. Al costat de Lewis, va escriure i va donar veu a comercials radiofònics sobre el film al Regne Unit. També va presentar una paròdia de cerimònia de premis que va formar part de l'estrena mundial de la pel·lícula a Londres al març de 1982.
Després del retrobament amb Moore el 1987, amb motiu de la gala teatral nord-americana en benefici dels sense sostre, Comic Relief, Cook va repetir la trobada per al públic britànic actuant amb Moore en la gala de 1989 d'Amnistia The Secret Policeman's Biggest Ball.

### DiscConsequences
Cook va fer múltiples papers en l'àlbum conceptual de 1977 Consequences, escrit i produït pels antics components del grup musical 10cc Kevin Godley i Lol Creme. Una mescla de comèdia parlada i rock progressiu amb un subtext ambiental; Consequences va començar com un single que Godley i Creme planejaven dur a terme per fer una demostració d'una invenció seva, un efecte de guitarra elèctrica anomenat The Gizmo, que havien ideat en 10cc. El projecte va acabar amb un triple LP. La secció de comèdia estava planificada per ser interpretada per a un repartiment en què estarien Spike Milligan i Peter Ustinov, però Godley i Creme van decidir que interpretés la majoria dels papers Cook.
Estrenat en una època en què el punk arrasava al Regne Unit, l'àlbum va ser un fracàs comercial i va recollir molt males crítiques.

### Dècada de 1980
El 1980, esperonat per l'estatus de Moore com a estella cinematogràfica, Cook es va mudar a Hollywood i va actuar en el paper del majordom anglès d'una rica americana en la sitcom (comèdia de situació) nord-americana The Two of Us, fent a més diversos cameos en un parell de pel·lícules mediocres. El 1980, Cook va protagonitzar l'especial de London Weekend Television Peter Cook & Co. El xou incloïa esquetxos còmics, un d'aquests una paròdia de la sèrie Tals of the Unexpected. En el repartiment, figuraven John Cleese, Rowan Atkinson, Beryl Reid, Paula Wilcox i Terry Jones.
Cook també va ser Ricard III d'Anglaterra el 1983 en "The Foretelling", el primer episodi de L'escurçó negre. El 1986, va treballar en el programa d'entrevistes de Joan Rivers al Regne Unit. Va ser Mr. Jolly el 1987 en el lliurament de The Comic Strip Presents Mr. Jolly Lives Next Door. Una altra de les seves actuacions va tenir lloc en la pel·lícula The Princess Bride aquell mateix any, encarnant-hi el clergue. Martin Lewis va suggerir a Cook cooperar amb Moore per participar en l'esdeveniment caritatiu "Comic Relief" als Estats Units, amb la finalitat de recaptar fons per als sense sostre. La parella va interpretar el seu esquetx "One Leg Too Few".
El 1988, Cook va aparèixer com un concursant del xou còmic d'improvisació Whose Line Is It Anyway?. Cook hi va ser declarat vencedor i el seu premi va ser llegir els crèdits amb l'estil d'un taxista novaiorquès –un personatge interpretat per ell en Peter Cook & Co.

### Ressorgiment
A la fi de 1989, Cook es va casar amb la promotora immobiliària nascuda a Malàisia Chiew Lin Chong, a Torbay, Anglaterra, i va reduir la seva dependència de l'alcohol, i arribà a ser abstemi durant un temps.
El 1990, Cook va tornar com a sir Arthur Streeb-Greebling per a una actuació al costat de Ludovic Kennedy en A Life in Pieces.
El 17 de desembre de 1993, Cook va interpretar quatre personatges en el xou Clive Anderson Talks Back. L'endemà, va intervenir en la BBC Two relacionat amb la sèrie Arena. També va actuar, el 26 de desembre, en l'especial nadalenc de 1993 d'One Foot in the Grave. Menys d'un any després, la seva mare moria, i Cook va tornar a caure en l'alcoholisme.

## Defunció
Peter Cook es va morir el 9 de gener de 1995, a causa d'una hemorràgia gastrointestinal secundària per una severa hepatopatia, en la unitat de vigilància intensiva de l'hospital Royal Free de Hampstead, Londres. Tenia 57 anys. Va ser enterrat en el cementiri de l'església de St John-at-Hampstead, a Hampstead.

## Filmografia
Filmografia:
- The Wrong Box (1966): Morris Finsbury
- Alicia al país de les meravelles (1966): el sombrerer
- Bedazzled (1967): George Spiggott/el diable
- Sentència per a un dandi (1968): Prentiss
- Monte Carlo Or Bust (estrenada als Estats Units com a Those Daring Young Men in Their Jaunty Jalopies) (1969): major Digby Dawlish
- The Bed-Sitting Room (1969): inspector
- The Rise and Rise of Michael Rimmer (1970): Michael Rimmer
- The Adventures of Barry McKenzie (1972): Dominic
- Find the Lady (1976): Lewenhak
- The Hound of the Baskervilles (1978): Sherlock Holmes
- Derek and Clive Get the Horn (1979): Clive
- Yellowbeard (1983): Lord Percy Lambourn
- Supergirl (1984): Nigel
- Whoops Apocalypse (1986): Sir Mortimer Chris
- La princesa promesa (The Princess Bride) (1987): el clergue
- Without A Clue  (1988): Norman Greenhough
- Getting It Right (1989): Mr. Adrian
- Great Balls of Fire! (1989): First English Reporter
- Black Beauty (1994): Lord Wexmire